# Nils Gustaf Dalén
Nils Gustaf Dalén, švedski fizik, * 30. november 1869, Stenstorp, Västergötland, Švedska, † 9. december 1937, Lidingö, Stockholm, Švedska.

## Življenje
Dalen je leta 1912 prejel Nobelovo nagrado za fiziko.